# アッピウス・クラウディウス・プルケル (紀元前143年の執政官)
アッピウス・クラウディウス・プルケル（ラテン語: Appius Claudius Pulcher、生没年不詳）は紀元前2世紀中頃の共和政ローマの政治家・軍人。紀元前143年にコンスル（執政官）、紀元前136年にはケンソル（監察官）を務めた。

## 出自
プルケルはパトリキ（貴族）であるクラウディウス氏族の出身である。クラウディウス氏族はサビニ族を祖とし、ローマと平和的な関係を求めたアッティウス・クラウススが成人男性だけでも約500人のクリエンテスと共にローマへと移り住み、土地と元老院の議席を与えられた。
プルケル（美しい）のコグノーメン（第三名、家族名）を最初に名乗ったのは、プルケルの曽祖父で紀元前249年の執政官プブリウス・クラウディウス・プルケルである。カピトリヌスのファスティによれば、プルケルの父のプラエノーメン（第一名、個人名）はガイウス、祖父はアッピウスである。父ガイウスは紀元前177年の執政官ガイウス・クラウディウス・プルケル、祖父アッピウスは紀元前212年の執政官アッピウス・クラウディウス・プルケルと推定されている。

## 経歴
現存する資料にプルケルが最初に登場するのは、紀元前143年に執政官に就任したときである。現代の研究者は、当時のウィッリウス法の規定から、遅くとも紀元前146年までにはプラエトル（法務官）を務めたと考えている。
同僚のプレブス（平民）執政官は、クィントゥス・カエキリウス・メテッルス・マケドニクスであった。くじ引きの結果、マケドニクスがヒスパニア・キテリオルを管轄し、第二次ケルティベリア戦争を指揮することとなった。プルケルはイタリア本土を担当することとなったが、彼は勝利の栄光に憧れており、山岳部のサラッシ族を攻撃した。プルケルは緒戦では敗北したが、その後勝利を得、敵5,000を戦死させた。プルケルは凱旋式の実施を求めたが、元老院はこれを拒否した。このためプルケルは自費で凱旋式を挙行した。護民官の一人が行進を止めようとしたが、プルケルの娘でウェスタの処女であるクラウディアがチャリオットに上ったため、その護民官も諦めざるを得なかった。
プルケルの主たる政敵は、第三次ポエニ戦争の勝者であるプブリウス･コルネリウス・スキピオ・アエミリアヌス・アフリカヌスであった。スキピオの周囲には「穏健改革派」が集まり、対するプルケルはクィントゥスとルキウスのメテッルス兄弟、グナエウスとクィントゥスのカエピオ兄弟と共に「反スキピオ派」を形成した。紀元前142年のケンソル（監察官）にプルケルは立候補したが、スキピオに敗れた。しかし、プルケルは再度立候補して紀元前136年に監察官に就任した。同僚はプレブスのクィントゥス・フルウィウス・ノビリオルであった。プルケルの取締は非常に厳しかったとされる。
翌年、プルケルは元老院筆頭となった。護民官ティベリウス・センプロニウス・グラックス（グラックス兄）が、農地改革を求めるセンプロニウス法を提出してきたとき、プルケルは彼を支持し、貧民に土地を分配する3人委員会の一員となった。しかし、同年にグラックスは暗殺され、プルケルもまもなく死亡した。
プルケルはまた、サリイの神官であったことが知られている。キケロはその時代の弁論家の一人としているが、同時にその演説は「熱すぎる」とも述べている。

## 家族
プルケルははアンティスティアと結婚し、夫婦には少なくとも二人の娘がいた。一人はウェスタの巫女となり、もう一人はグラックス兄の妻となった。プルケル自身が食事中に、娘を妻としてくれないかとグラックスに提案したことが知られている。婚約が成立し、家に帰ったプルケルは、敷居をまたぐ前に「聞いてくれ、アンティスティア、私はグラックスを手にいれたぞ！」彼女は驚いて「なにをそんなに急いでいるの？ひょっとしてグラックスを彼女の花婿にするつもり？」。
プルケルには少なくとも二人の息子がいた。紀元前92年の執政官ガイウス・クラウディウス・プルケルと紀元前79年の執政官アッピウス・クラウディウス・プルケルである。キケロは、この二人の執政官のおいが、紀元前91年の執政官ルキウス・マルキウス・ピリップスと書いている。これが正しければ、プルケルにはもう一人娘がいたことになる。

## 参考資料

### 古代の資料
- アッピアノス『ローマ史』
- ウァレリウス・マクシムス『有名言行録』
- カピトリヌスのファスティ
- オロシウス『異教徒に反論する歴史』
- プルタルコス『対比列伝』
- ガイウス・スエトニウス・トランクィッルス『皇帝伝』
- マルクス・トゥッリウス・キケロ『ブルトゥス』『家庭について』

### 研究書
- Trukhina N. Politics and Politics of the Golden Age of the Roman Republic. - M .: Publishing House of Moscow State University, 1986. - 184 p.
- Broughton R. Magistrates of the Roman Republic. - New York, 1951. - Vol. I. - 600 p. - ISBN 978-0891307068 . - ISBN 0891307060 .
- Münzer F. Claudius // Paulys Realencyclopädie der classischen Altertumswissenschaft . - 1899. - Bd. III, 2. - Kol. 2662-2667.

M* ünzer F. Claudius 295 // Paulys Realencyclopädie der classischen Altertumswissenschaft . - 1899. - Bd. III, 2. - Kol. 2848.